# Stig Asmussen
Stig Asmussen (13 de septiembre de 1972) es un desarrollador de videojuegos estadounidense conocido por su trabajo en la serie de videojuegos God of War para Santa Monica Studio y la serie de videojuegos Star Wars Jedi para Respawn Entertainment. Stig Asmussen fundó su propio estudio de desarrollo de videojuegos AAA, Giant Skull, el 9 de septiembre de 2023.

## Biografía
Asmussen se graduó en The Art Institute of Pittsburgh en 1998 con un título asociado en tecnología especializada en medios de animación por computadora.
A lo largo de la serie de videojuegos God of War, trabajó como artista ambiental principal, director de arte y fue director de videojuegos de God of War III después de la partida de Cory Barlog. En 2011, Stig Asmussen ganó el premio BAFTA al mejor logro artístico por su trabajo en God of War III. En una entrevista en abril de 2012, según David Jaffe (creador de God of War), Asmussen estaba «haciendo cosas interesantes» en Santa Mónica, y no trabajó en God of War: Ascension.
En 2014, Asmussen dejó Santa Monica Studio. Desde entonces se unió a Respawn Entertainment como director de videojuegos. El 4 de mayo de 2016, el Día de Star Wars, Asmussen anunció que Respawn Entertainment estaba desarrollando un videojuego de Star Wars en tercera persona. Este fue anunciado como Star Wars Jedi: Fallen Order. En 2022, Stig Asmussen anunció una secuela de Star Wars Jedi: Fallen Order, Star Wars Jedi: Survivor. Asmussen dejó EA el 13 de septiembre de 2023, cinco meses después del lanzamiento de Star Wars Jedi: Survivor.
Stig Asmussen anunció la fundación de un nuevo estudio de videojuegos AAA independiente en 2024. Asmussen reveló que el estudio está desarrollando un nuevo videojuego AAA para un solo jugador basado en Unreal Engine 5. El equipo de liderazgo de Giant Skull, además de Asmussen, está formado por los siguientes: la productora principal Lauren McLemore, el director de arte Patrick Murphy, el director de tecnología Jon Carr, el director de diseño Jeff Magers, el director de animación Brian Campbell y el director de operaciones y financiero Anthony Scott. Aunque no se dieron nombres, en el comunicado de prensa donde se dio a conocer a Giant Skull se afirmó que Rockstar Games también había aportado talento al equipo.

## Obras
| Año  | Título                        | Acreditado como                         | Desarrollador         |
| ---- | ----------------------------- | --------------------------------------- | --------------------- |
| 1999 | Gauntlet: Dark Legacy         | Artista 3D                              | Midway Games          |
| 2002 | Dr. Muto                      | Artista jefe de niveles                 | Midway Games          |
| 2005 | God of War                    | Artista jefe ambiental                  | Santa Monica Studio   |
| 2007 | God of War II                 | Director de arte                        | Santa Monica Studio   |
| 2008 | God of War: Chains of Olympus | Director de arte                        | Ready at Dawn         |
| 2010 | God of War III                | Director                                | Santa Monica Studio   |
| 2011 | Mortal Kombat                 | Director creativo (Santa Monica Studio) | NetherRealm Studios   |
| 2013 | God of War: Ascension         | Soporte de arte adicional               | Santa Monica Studio   |
| 2019 | Star Wars Jedi: Fallen Order  | Director                                | Respawn Entertainment |
| 2023 | Star Wars Jedi: Survivor      | Director                                | Respawn Entertainment |